# Vienna Capitals 2009/10
Sezona 2009/10 je bila za klub Vienna Capitals 9. sezona v najvišji kategoriji avstrijskega hokeja na ledu - Avstrijski hokejski ligi. Domače tekme so igrali v dvorani Albert Schultz Eishalle. Redni del se je začel 11. septembra 2009.

## Redni del Avstrijske hokejske lige

### Končna lestvica
| #   | Klub                      | OT | Z  | PP | P  | GR  | T  |
| --- | ------------------------- | -- | -- | -- | -- | --- | -- |
| 1.  | Graz 99ers                | 54 | 36 | 5  | 18 | +65 | 77 |
| 2.  | EC Red Bull Salzburg      | 54 | 33 | 5  | 21 | +45 | 71 |
| 3.  | Vienna Capitals           | 54 | 3  | 4  | 21 | +37 | 70 |
| 4.  | EHC Black Wings Linz      | 54 | 30 | 9  | 24 | +26 | 69 |
| 5.  | VSV EC                    | 54 | 29 | 2  | 25 | -12 | 60 |
| 6.  | Alba Volán Székesfehérvár | 54 | 25 | 7  | 29 | -19 | 57 |
| 7.  | EC KAC                    | 54 | 27 | 3  | 27 | +7  | 57 |
| 8.  | KHL Medveščak             | 54 | 25 | 7  | 29 | -22 | 57 |
|     |                           |    |    |    |    |     |    |
| 9.  | HK Acroni Jesenice        | 54 | 16 | 7  | 38 | -57 | 39 |
| 10. | HDD Tilia Olimpija        | 54 | 16 | 5  | 38 | -70 | 37 |

## Postava
| Vratarji | Vratarji | Vratarji         | Vratarji    | Vratarji     | Vratarji |
| -------- | -------- | ---------------- | ----------- | ------------ | -------- |
| #        |          | Igralec          | Boljša roka | Kraj rojstva |          |
| 30       | Avstrija | Rudolf Hummel    |             |              |          |
| 35       | Kanada   | Frederic Cassivi | leva        |              |          |

| Branilci | Branilci                | Branilci           | Branilci    | Branilci                 | Branilci |
| -------- | ----------------------- | ------------------ | ----------- | ------------------------ | -------- |
| #        |                         | Igralec            | Boljša roka | Kraj rojstva             |          |
| 2        | Avstrija                | Peter Schweda      | leva        |                          |          |
| 4        | Avstrija                | Philippe Lakos     | desna       | Dunaj, Avstrija          |          |
| 8        | Kanada                  | François Bouchard  | desna       | Montreal, Quebec, Kanada |          |
| 19       | Avstrija                | Josi Riener        | leva        |                          |          |
| 20       | Švedska                 | Peter Casparsson   | leva        | Falun, Švedska           |          |
| 24       | Avstrija                | Darcy Werenka      | desna       | Edmonton, Kanada         |          |
| 28       | Združene države Amerike | Dan Bjornlie       | leva        | Eagan, Minnessota        |          |
| 38       | Slovenija               | Aleš Kranjc        | leva        | Jesenice, Slovenija      |          |
| 40       | Avstrija                | Tino Anton Teppert | leva        |                          |          |

| Napadalci | Napadalci | Napadalci              | Napadalci | Napadalci   | Napadalci                    | Napadalci |
| --------- | --------- | ---------------------- | --------- | ----------- | ---------------------------- | --------- |
| #         |           | Igralec                | Položaj   | Boljša roka | Kraj rojstva                 |           |
| 6         | Avstrija  | Rafael Rotter          | RW        | desna       |                              |           |
| 7         | Avstrija  | Kevin Kraxner          | F         | leva        |                              |           |
| 12        | Slovenija | David Rodman           | C         | leva        | Rodine, Slovenija            |           |
| 13        | Kanada    | Patrick Lebeau         | LW        |             | Saint-Jêróme, Québec, Kanada |           |
| 16        | Avstrija  | Daniel Nageler         | F         |             |                              |           |
| 17        | Avstrija  | Christoph Draschkowitz | F         | desna       |                              |           |
| 18        | Avstrija  | Lukas Draschkowitz     | F         |             |                              |           |
| 22        | Slovenija | Marcel Rodman          | RW        | desna       | Rodine, Slovenija            |           |
| 25        | Kanada    | Benoit Gratton         | C         | leva        | Montreal, Kanada             |           |
| 29        | Avstrija  | Sean Selmser           | C         | leva        | Calgary, Kanada              |           |
| 44        | Avstrija  | Marc Tropper           | RW        | desna       | Toronto, Kanada              |           |
| 47        | Avstrija  | Harald Ofner           | F         |             | Celovec, Avstrija            |           |
| 86        | Avstrija  | Christian Dolezal      | LW        | leva        | Dunaj, Avstrija              |           |

## Trener
| Trenerska statistika | Trenerska statistika | Trenerska statistika | Trenerska statistika | Trenerska statistika | Trenerska statistika |                                 |
| -------------------- | -------------------- | -------------------- | -------------------- | -------------------- | -------------------- | ------------------------------- |
|                      | Trener               | Prva tekma v klubu   | Zadnja tekma v klubu | Zmag                 | Porazov              | Kraj rojstva                    |
| Kanada               | Kevin Gaudet         | 11. september 2009   | trenutni trener      |                      |                      | Moncton, Novi Brunswick, Kanada |